# ستيوارت أش
ستيوارت أش هو مصمم جرافيك كندي، ولد في 1942 في هاميلتون في كندا.